# 円福寺 (名古屋市熱田区)
円福寺（えんぷくじ）は、愛知県名古屋市熱田区神戸町にある時宗の寺院。

## 概略
時宗四条派の四条道場金蓮寺の末寺で、浄信寺、引接寺、善通寺とともに四条派御四箇寺と呼ばれる中本寺であった。当寺から金蓮寺の四条上人になる例も多かった。
歴代住職は厳阿（ごんな）を称する。

## 沿革
元々は天台宗寺院であったが、足利氏の一族であるという厳阿が、遊行2代他阿真教に帰依して時宗に改めたという。境内に亀の甲羅が出てきた井戸がある霊域であることによって亀井道場または亀井山と号する。近世には芝居興行権を持つ寺であった。
足利尊氏も祈願所として堂宇を建立したといわれる。
永享4年（1432年）9月、足利義教は富士遊覧のため下向した際、この寺に3日間逗留し、連歌会を催した。
1945年の熱田空襲により寺宝の大部分を焼失した。
熱田神宮西南角にあるように、神宮とは関係が深く、神宮宝物館に伝わる『日本書紀』熱田本（重要文化財）は、室町時代前期に当寺厳阿が仲介して四条道場浄阿が寄進したものである。

## 文化財
愛知県指定文化財
- 紙本墨画豊干禅師図

- 永享四年連歌懐紙[3] - 足利義教によるものと推定される。
- 尾張円福寺文書1巻34通[4] - 影写本が東京大学史料編纂所に架蔵されている[5]。

## 交通アクセス
- 名古屋市営地下鉄名城線熱田神宮伝馬町駅より徒歩約3分。
- 名鉄名古屋本線・常滑線神宮前駅より徒歩約10分。
- JR東海道本線熱田駅より徒歩約15分。

## 旧末寺
- 盛清寺 - 熱田区。廃寺
- 姥堂 - 熱田区伝馬2-5-19 セゾン姥堂2階
- 光明寺 - 愛知県岡崎市矢作町加護畑69番地